# زاوية يدي بلال (اوحميدي)
زاوية يدي بلال هو دُوَّار يقع بجماعة ويسلسات، إقليم ورززات، جهة درعة تافيلالت في المملكة المغربية. ينتمي الدوّار لمشيخة اوحميدي التي تضم 10 دواوير. يقدر عدد سكانه بـ 571 نسمة حسب الإحصاء الرسمي للسكان والسكنى لسنة 2004.

## روابط خارجية
- البوابة الوطنية للجماعات الترابية نسخة محفوظة 12 مارس 2018 على موقع واي باك مشين.
- المندوبية السامية للتخطيط